# Ferrari F92A
O  F92A/F92AT é o modelo da Ferrari na temporada de 1992 da Fórmula 1. Condutores: Jean Alesi, Ivan Capelli e Nicola Larini. Conduziram o F92A: Alesi (até a Hungria), Capelli (até a Bélgica) e Larini (Japão e Austrália) e o F92AT: Alesi (Bélgica até a Austrália) e Capeli (Itália e Portugal). 

## Cronologia da Ferrari F92A
F92A  : Jean Alesi, Ivan Capelli e Nicola Larini
F92AT: Jean Alesi e Ivan Capelli

## Resultados[1][2]
(legenda) 
| Ano  | Chassi | Motor           | Pneus | N° | Pilotos       | 1   | 2   | 3   | 4   | 5   | 6   | 7   | 8   | 9   | 10  | 11  | 12  | 13  | 14  | 15  | 16  | Pontos | Posição |  |
| ---- | ------ | --------------- | ----- | -- | ------------- | --- | --- | --- | --- | --- | --- | --- | --- | --- | --- | --- | --- | --- | --- | --- | --- | ------ | ------- |  |
|      |        |                 |       |    |               |     |     |     |     |     |     |     |     |     |     |     |     |     |     |     |     |        |         |  |
|      |        |                 |       |    |               | RSA | MEX | BRA | ESP | SMR | MON | CAN | FRA | GBR | GER | HUN | BEL | ITA | POR | JPN | AUS |        |         |  |
| 1992 | F92A   | Ferrari 040 V12 | G     | 27 | Jean Alesi    | Ret | Ret | 4   | 3   | Ret | Ret | 3   | Ret | Ret | 5   | Ret |     |     |     |     |     | 21     | 4°      |  |
| 1992 | F92AT  | Ferrari 040 V12 | G     | 27 | Jean Alesi    |     |     |     |     |     |     |     |     |     |     |     | Ret | Ret | Ret | 5   | 4   | 21     | 4°      |  |
| 1992 | F92A   | Ferrari 040 V12 | G     | 28 | Ivan Capelli  | Ret | Ret | 5   | 10† | Ret | Ret | Ret | Ret | 9   | Ret | 6   | Ret |     |     |     |     | 21     | 4°      |  |
| 1992 | F92AT  | Ferrari 040 V12 | G     | 28 | Ivan Capelli  |     |     |     |     |     |     |     |     |     |     |     |     | Ret | Ret |     |     | 21     | 4°      |  |
| 1992 | F92A   | Ferrari 040 V12 | G     | 28 | Nicola Larini |     |     |     |     |     |     |     |     |     |     |     |     |     |     | 12  | 11  | 21     | 4°      |  |

† Completou mais de 90% da distância da corrida.